# Demoiselle (barque)
La Demoiselle est un voilier s'inspirant des caractéristiques des « barques du Léman », à voiles latines. C’est une réplique d'un bateau de 1830. Elle navigue sur le Léman et est amarrée à Villeneuve, à l’embouchure de l’Eau froide. « Sa principale mission est d’emmener des jeunes en camp de découverte du lac et d’eux-mêmes ».

## Historique
Au moment de sa mise à l’eau, le voilier est appelé La Barque, il sera finalement baptisé la Demoiselle, du nom de son ancêtre de 1830.
La barque est construite à Vevey dès juillet 1997, sur la place du Marché. C'est dans le cadre d'un programme d'occupation que des personnes au chômage ont construit la coque du bateau. 
La Barque est mise à l'eau le 27 février 1999 à Vevey, au moment où il a fallu libérer l'espace pour permettre la construction des gradins de la Fête des Vignerons. Seul le gros œuvre est alors terminé, le navire a juste une coque sans pont ni mâture ni équipement ; il est remorqué jusqu’à Villeneuve. La mise à l’eau est l’occasion d’un spectacle préparé par François Rochaix et réunissant 10 000 spectateurs,.
La construction continue à flot à Villeneuve, lentement, car dès 2000 le travail est fait essentiellement par des bénévoles passionnés et avec des moyens financiers limités. L’embarcation reçoit ses voiles en 2007, grâce à un don de la Loterie romande, et elle navigue dès le 30 juin 2007. Le 22 juillet 2011, elle obtient son homologation en bateau à passagers après plus de cinquante mille heures de travail en bénévolat,.
La Demoiselle est inaugurée en 2011 lors de la 10e édition de « Léman Tradition ».
La Demoiselle se rend au Port-Noir à Genève le 1er juin 2014 à l'occasion du bicentenaire du débarquement des troupes fédérales en 1814.
En mai 2015, elle rejoint quatre autres barques à voiles latines à Ouchy (Lausanne) à l’occasion de la remise à l'eau de la barque La Vaudoise.
Mercredi 24 avril 2019, la barque est prise dans une tempête au large du Bouveret. En panne de moteurs, elle a du être secourue pour éviter son échouage. L’antenne de trinquet (mât de misaine) s'est brisée, sans faire de blessés,.
En été 2019, la barque a impérativement besoin de rénovations (dont de nouvelles voiles, de nouveaux gilets pour la sécurité), un projet de financement participatif est lancé.
Françoise Cuendet, « patronne » de la Demoiselle, devient en juillet 2019 la première femme à obtenir sa licence de capitaine sur le Léman (pilote de bateau à passagers),.

## Association

Logo de l’association.

La cheville ouvrière du projet de reconstruction d’une barque historique est Christian Reymond, « initiateur tenace au-delà de ce que l’on peut imaginer ». Cette entreprise est intitulée au départ : « Une barque pour Vevey ». 
L’association est créée en 1996 sous le nom « em-BARQUE-ment immédiat », renommée en mars 2007 « La Barque des Enfants ». Elle a pour but « la promotion du développement et de la connaissance du Léman et de sa région, notamment pour les enfants ». 
Ses objectifs sont le maintien de La Demoiselle en parfait état de naviguer, la sauvegarde du patrimoine lémanique, l’encouragement à la pratique du sport de la voile d'équipe, la sensibilisation à la connaissance et au respect de l'environnement.
L'association offre au public des sorties à bord de la Demoiselle en soirée, et aux groupes des sorties de quelques heures, festives ou touristiques. L’équipage est constitué de membres de l'association, formés, entièrement bénévoles. 
Des stages de plusieurs jours, permettant de découvrir les techniques de navigation et la vie en équipage sont aussi proposés.

## Technique
La Demoiselle est une barque du Léman. C'est aussi premier voilier-école de patrimoine de Suisse. Elle mesure 31,92 mètres hors tout pour 30,09 mètres de coque. Sa largeur hors apousti est de 8,60 mètres pour une largeur de coque de 6,78 mètres. Elle pèse 75 tonnes dont 20 tonnes de lest. Ses voiles présentent une surface de 261 m2 hissées sur deux antennes de 25 et 26,50 mètres qui sont suspendues sur deux mâts, l'un de 18,15 mètres et l'autre de 18,92 mètres. Son tirant d'eau est de 1,54 mètre. Elle est propulsée par deux moteurs Steyr de 144 CV chacun. Elle accueille 40 passagers à la voile et 55 au moteur. Son équipage est composé d'un patron ou d'une patronne et de quatre bateliers au moins. Pour les camps, elle offre 24 couchettes à ses passagers et 8 pour l'équipage dont une double pour le patron/ne. Les mâts sont ornés d'une spirale rouge et blanche. Ce sont les couleurs du Valais, origine de la Demoiselle de 1830.

## Galerie

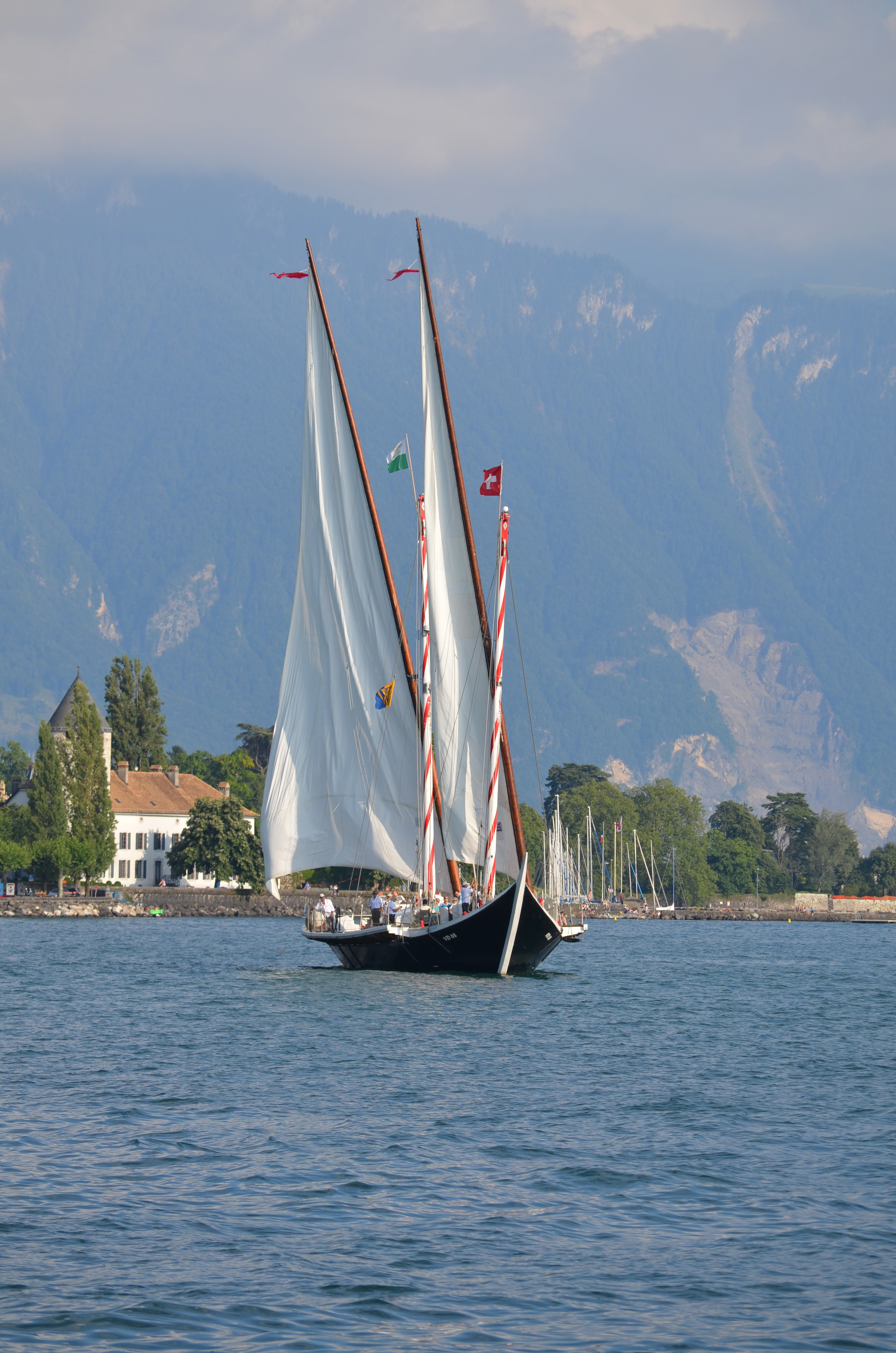
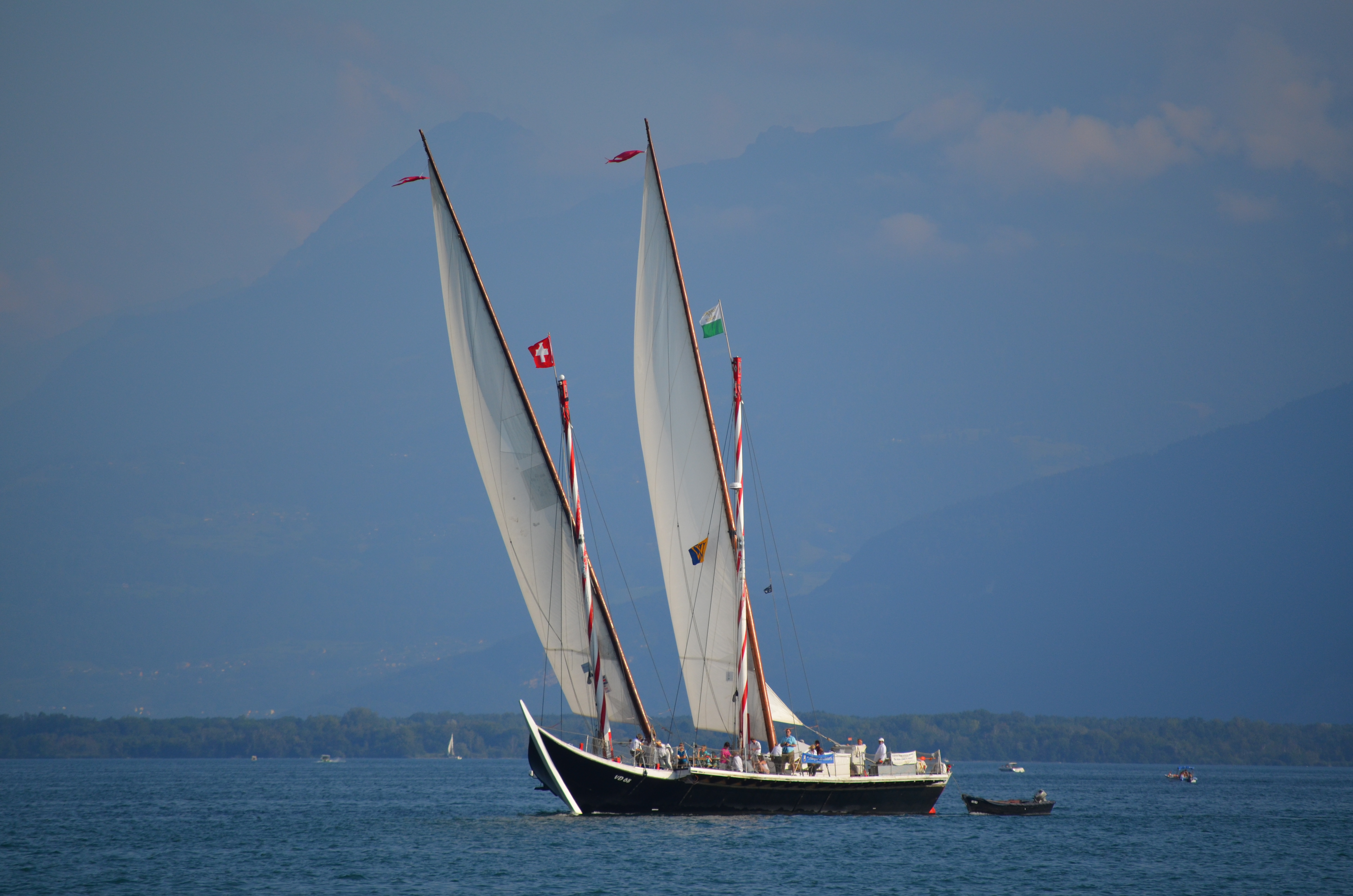
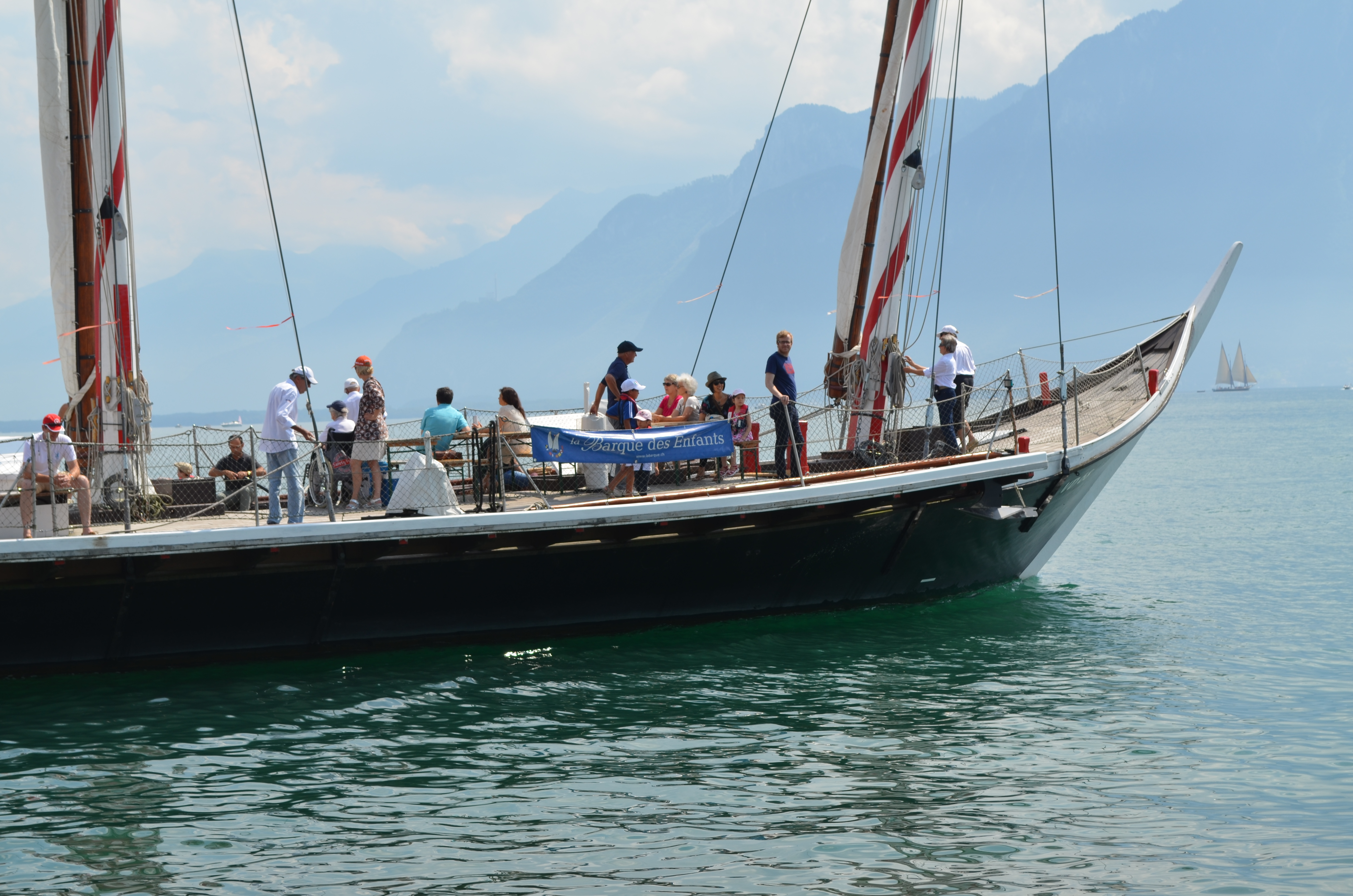
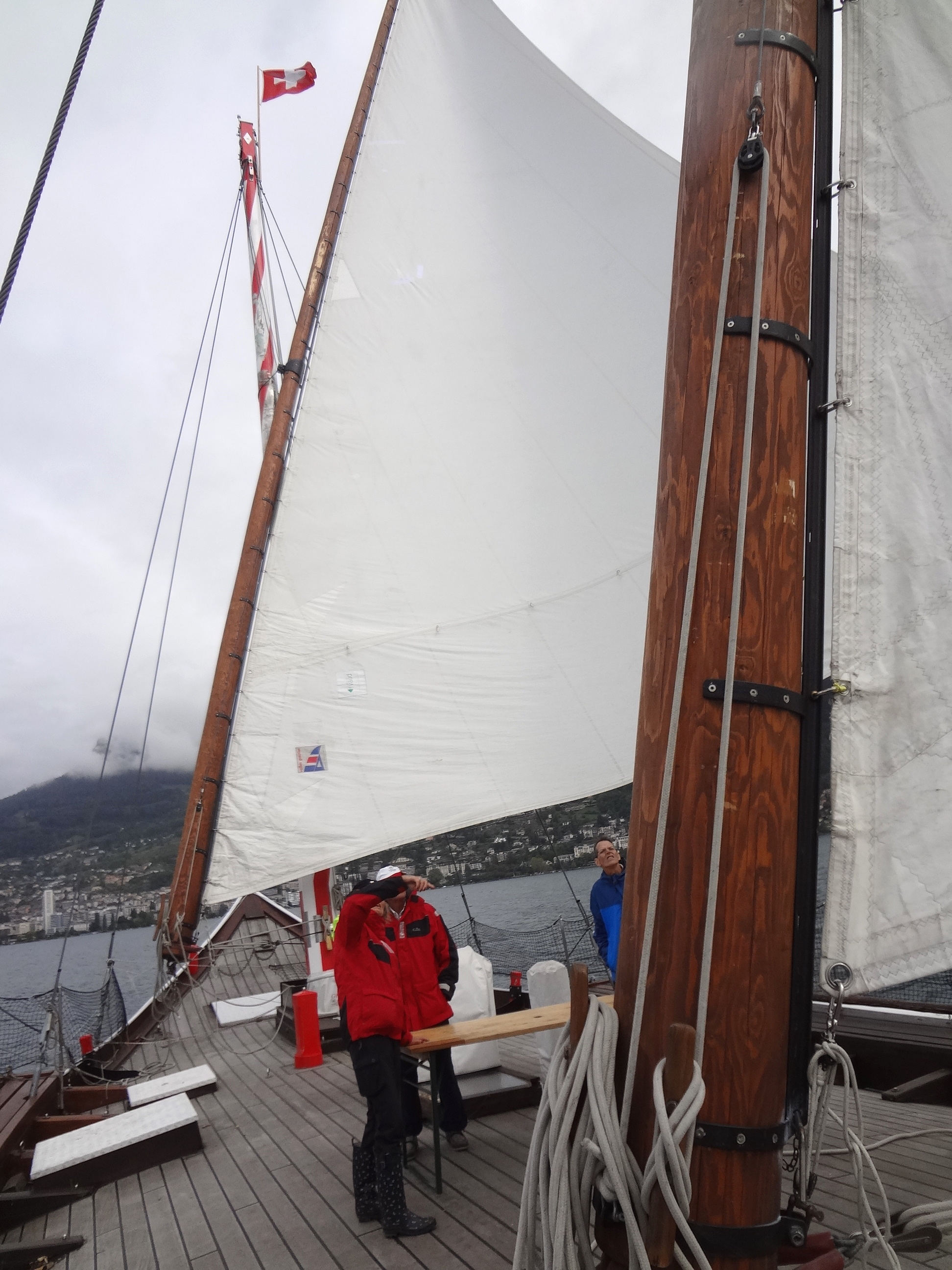
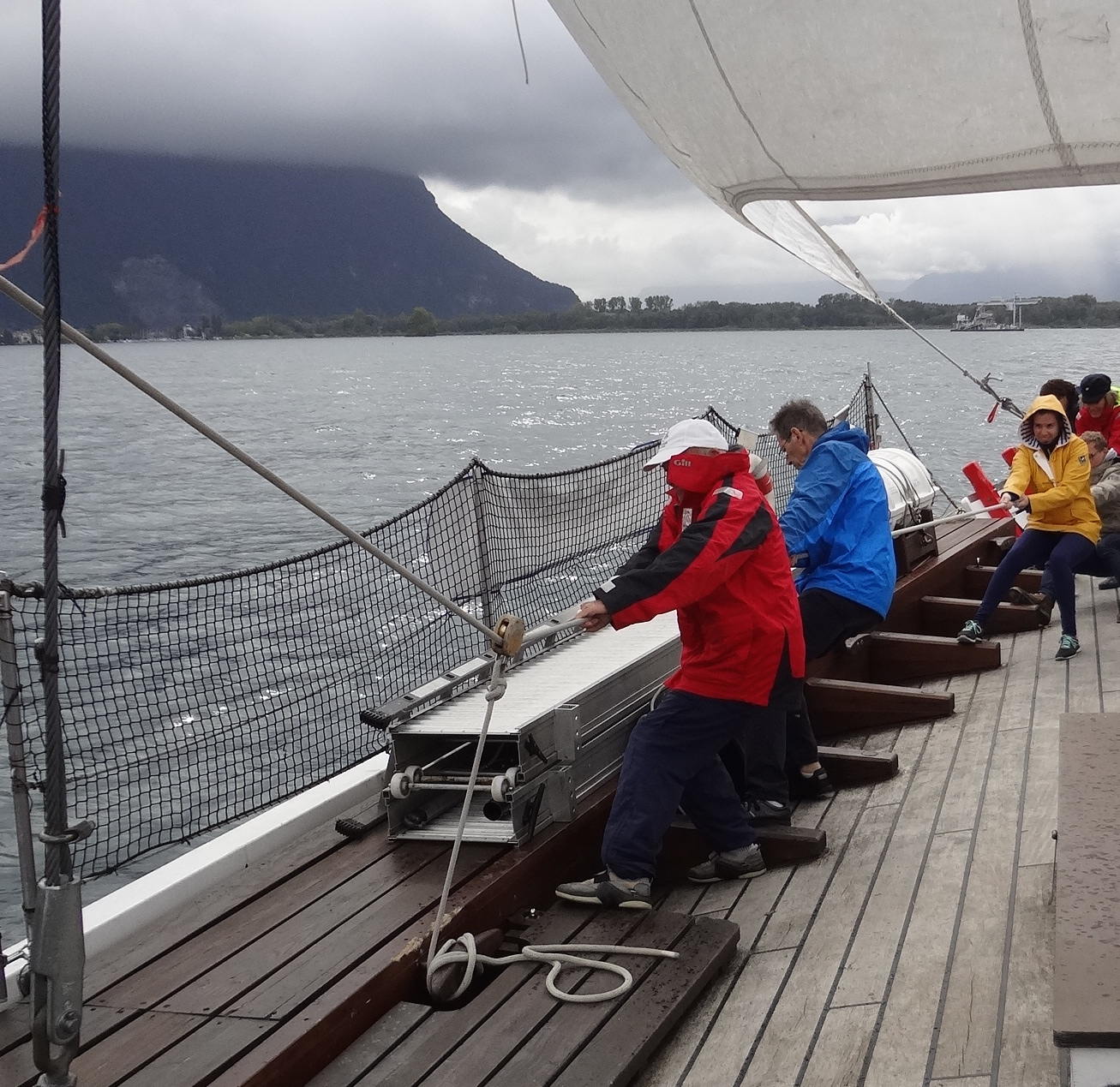
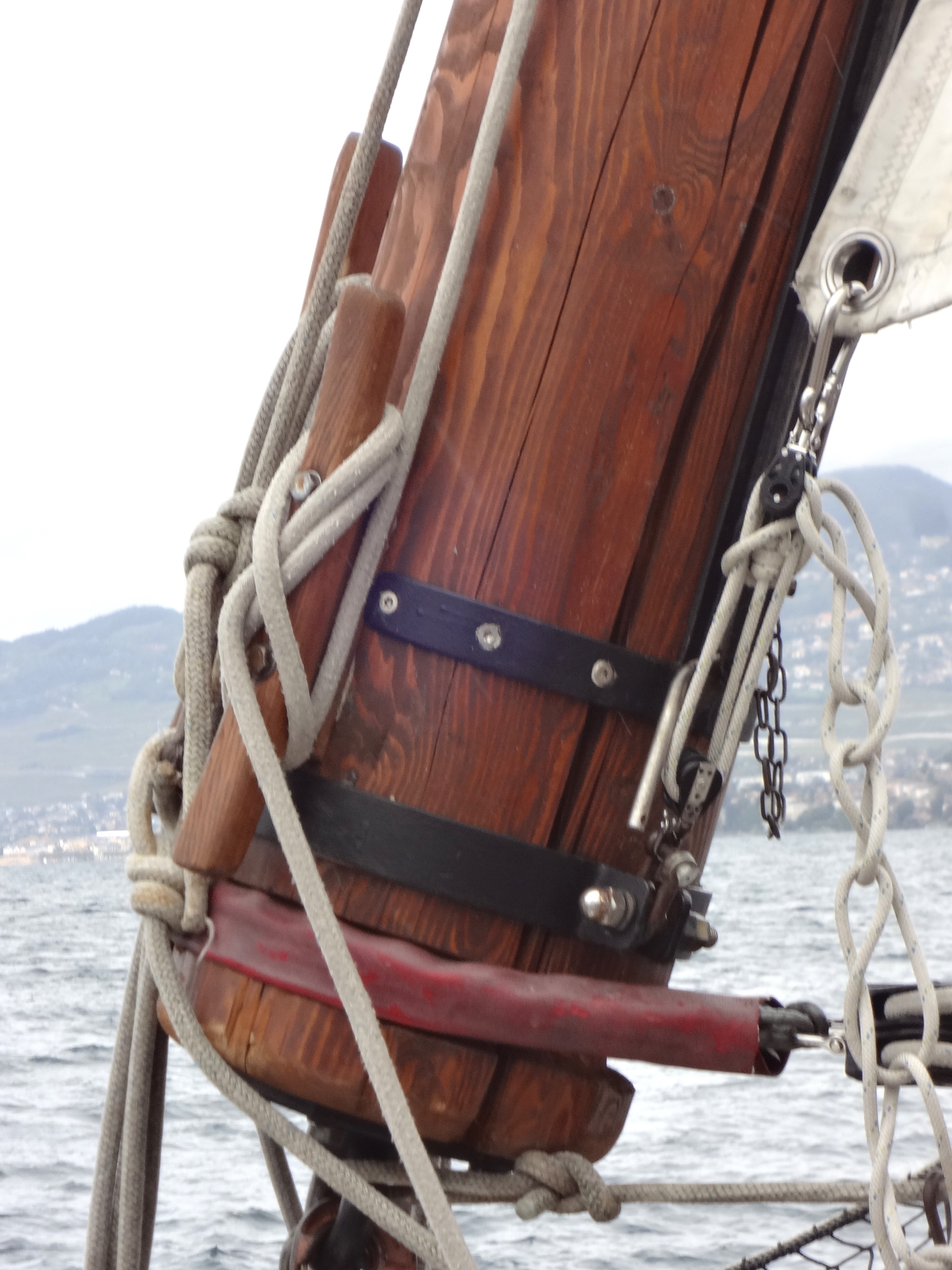
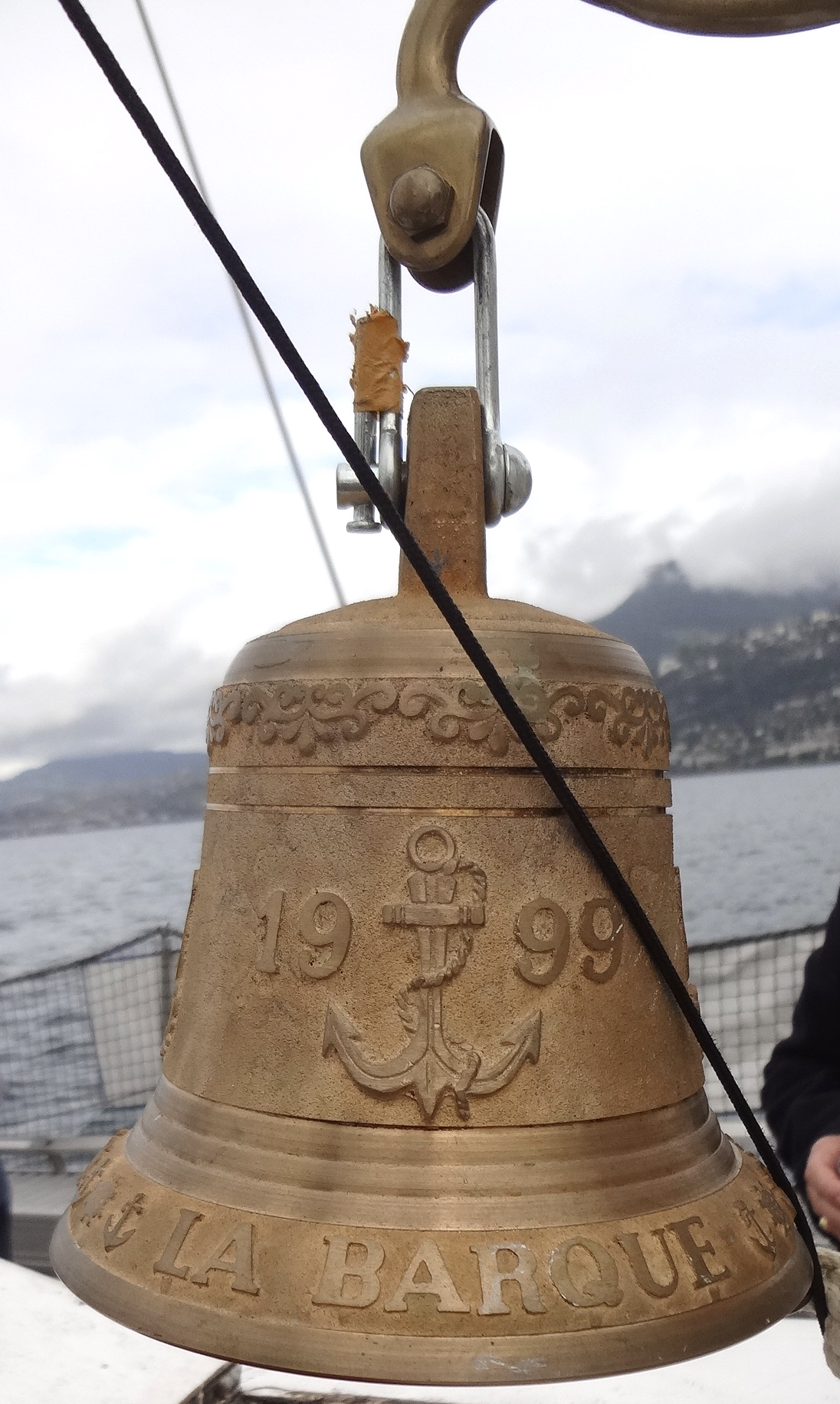